# Jacques Ruffié
Jacques Ruffié (ur. 22 listopada 1921 w Limoux (Aude), zm. 1 lipca 2004) – francuski hematolog i antropolog fizyczny.

## Życie i działalność
Jacques Ruffié ukończył szkołę średnią Świętego Stanisława z Carcassonne w Nantes (Loara Atlantycka). Następnie studiował medycynę w Tuluzie, Montpellier i Paryżu oraz nauki ścisłe w Tuluzie. Uzyskał tytuły doktora medycyny, doktora nauk ścisłych i agregację profesorską. W latach 1965–1972 był profesorem hematologii w Tuluzie oraz dyrektorem centrum transfuzji krwi w regionie Midi-Pireneje. W 1972 roku nominowany został na profesora katedry antropologii fizycznej w Collège de France. W tym czasie utworzył i zarządzał centrum hematologii przy Krajowym Centrum Badań Naukowych w Tuluzie. W okresie tym też prowadził badania na New York University i został członkiem Narodowej Akademii Medycznej (Académie nationale de médecine). Był też członkiem sekcji biologii człowieka i nauk medycznych francuskiej Akademii Nauk (Académie des sciences). Podczas II wojny światowej udzielał się we francuskim ruch oporu.
Jacques Ruffié specjalizował się w trzech dziedzinach: hematologii, genetyce i antropologii. W 1960 roku stworzył hematypologię – metodę, która pozwala poprzez badanie cech charakterystycznych krwi na prześledzenie historii populacji, powiązań w tych populacjach oraz zachodzących w niej krzyżowań i przemieszczeń. Pozwala też na identyfikację osób co znalazło zastosowanie w policji (później metoda ta została poszerzona o testy DNA). 
Jego publikacje z zakresu antropologii były cytowane m.in. w pracach Stephen Jay Goulda (Ever Since Darwin i The Panda's Thumb).

## Prace
- De la biologie à la culture
- Le traité du vivant
- Le sexe et la mort
- Le vivant et l’humain
- Les épidémies dans l’histoire de l’homme (razem z Jean Charles Sournia)
- Hématologie géographique (razem z Jean Bernard).

## Tłumaczenia prac na j. polski
- Seks i śmierć, Warszawa 1997, Wydawnictwo W.A.B, s.312, ISBN 83-86821-25-6, (Le sexe et la mort 1986)
- Historia epidemii. Od dżumy do Aids (z Jean Charles Sournia), Warszawa 1996, Wydawnictwo W.A.B, ISBN 83-87021-08-3, (Les épidémies dans l’histoire de l’homme 1984)